# Mont des Répits
Har Hamenouhot (en hébreu : הר המנוחות) est un cimetière juif de Jérusalem, également connu sous le nom de cimetière de Givat Shaul.
Il est fondé en 1951, trois ans après la création de l'État d'Israël. Il est connu pour les nombreuses personnalités juives, israéliennes ou de la diaspora juive qui y ont été enterrées et notamment un grand nombre de rabbins importants.

## Personnalités enterrées dans le cimetière Har Hamenouhot
- Gershon Agron
- Gabriel Bach
- Yitzhak Ben-Zvi
- Rachel Yannayit Ben-Zvi
- Tova Berlinski
- Ruth Blau
- Martin Buber
- Leah Goldberg
- Elisabeth Goldschmidt
- Batya Gour
- Benjamin Gross
- Malchiel Gruenwald
- Ilan Halimi
- Judith Hemmendinger
- Naftali Hertz Imber auteur de l'Hatikvah, l'hymne national d'Israël
- Mordechai Ish-Shalom
- Israël Jefroykin
- Yosef Klausner
- Naphtali Lau-Lavie
- Nehama Leibowitz
- Yeshayahou Leibowitz
- Benny Lévy
- Chaim Jacob Lipchitz
- Benjamin Mazar
- Acher Mizrahi
- Shlomo Morag
- Lea Reichmann
- Paul Reichmann
- Salman Schocken
- Tzvi Herman Shapira
- Peretz Smolenskin
- Jonathan Sandler
- Gabriel Sandler
- Arieh Sandler
- Schwester Selma
- Myriam Monsonégo
- Yoav Hattab
- Yohan Cohen
- Philippe Braham
- Francois-Michel Saada
- Rivka Wolbe
- Emanuel Zisman

Parmi les personnalités rabbiniques, on compte :
- Léon Ashkenazi
- Haïm Joseph David Azoulay, dit le Hida.
- Yehouda Ashlag
- Baruch Ashlag
- Joseph M. Baumgarten
- Amram Blau
- Joseph M. Brandriss
- Mordechai Breuer
- Nachman Bulman
- Salomon Peter Carlebach
- Shlomo Carlebach
- Josy Eisenberg, rabbin et animateur de télévision français
- Dovid Feinstein
- Moshe Feinstein, de New York
- Itzhak Kadouri, rabbin sépharade de rite irakien
- Meir Kahane
- Chaim Mordechai Katz
- Aharon Kotler, de Lakewood, au New Jersey
- Chaim Kreiswirth, grand-rabbin d'Anvers (Belgique) et un Rosh Yeshiva à Jérusalem.
- Chaim Tzvi Kruger
- Claude Lemmel
- Yehuda (Leo) Levi
- Aharon Lichtenstein
- Gershon Liebman
- Isser Zalman Meltzer
- Chalom Messas
- Ephraim Oshry
- Aharon Rokeach, Belzer Rebbe
- Matisyahu Salomon
- rebbetzin Sara Yaffe-Schlesinger
- Meir Shapiro
- Chaim Leib Shmuelevitz
- René-Samuel Sirat
- Meshoulam David Soloveitchik
- Yitzchok Zev Soloveitchik
- Eliezer Waldenberg, connu comme le Tzitz Eliezer
- Yechiel Yaakov Weinberg connu comme le Seridei Eish
- Shlomo Wolbe
- Menachem Ziemba
- Le Gaon de Tchebin
- Yaacov Bendavid
- David Kidouchim directeur de l'école juive de Djerba, Tunisie
- Sima'h Smadja
- Nosson Meir Wachtfogel
- Simcha Wasserman
- Meyer Zini
- Uri Zohar
- Rabbi Israël Ber Odesser